# Conducto (escape industrial)
Los conductos de espace industrial son sistemas de tuberías que conectan "campanas" para chimeneas industriales a través de otros componentes de sistemas de escape, como ventiladores, colectores, etc. Los conductos son de baja presión de neumático para transmitir el polvo, partículas, virutas, vapores, o química, componentes peligrosos del aire en la vecindad de un taller o cualquier otro lugar específicos, como tanques, máquinas de lijado, o capillas de laboratorio. Los conductos pueden ser fabricados a partir de una variedad de materiales, incluyendo acero al carbono, acero inoxidable, PVC y fibra de vidrio. Pueden ser fabricados a través de rodaduras (preferiblemente para conductos de 12" o más diámetro) o extruido (para conductos de hasta 18").
Los sistemas HVAC no incluyen esta categoría de aplicación industrial, llamados sistemas de escape. Una distinción de la HVAC del sistema de conductos es que el fluido (aire) transmitido a través del sistema de conductos puede no ser homogénea. El sistema del conducto de escape industrial es principalmente un sistema de transporte neumático y es básicamente regido por las leyes de flujo de fluidos.

## Flujo de fluidos
El transporte de fluido fluye a través del sistema de ductos de aire. El aire transporta los materiales de la campana a un destino. Es también un papel decisivo en la captura de material en el sistema de flujo. El aire es un fluido compresible, pero para los cálculos de ingeniería, el aire se considera incompresible como una simplificación, sin ningún tipo de errores significativos.

## Diseño
En el proceso de diseño del sistema de escape se incluyen
- La identificación de los contaminantes, su densidad y tamaño
- Decidir de flujo de aire
- El dimensionamiento de la red de conductos
- Cálculo de la resistencia
- Capacidad de soplador, etc.[5]

El objetivo es mantener los contaminantes fuera con un mínimo flujo de aire. 